# Love & Anarchy
Love & Anarchy (Kärlek & Anarki) è una serie televisiva svedese creata da Lisa Langseth e diretta assieme a Alex Haridi. È la seconda serie in lingua svedese prodotta da Netflix dopo Quicksand e sempre per la stessa casa di produzione, FLX.
La prima stagione è stata pubblicata su Netflix il 4 novembre 2020. Il 12 marzo 2021 la serie è stata rinnovata per una seconda stagione, pubblicata il 16 giugno 2022.

## Trama
Stoccolma, tardo 2020. Sofie Rydman è un'ambiziosa consulente aziendale, madre di due figli e moglie frustrata di un regista pubblicitario che da tempo la trascura spingendola a soventi pratiche autoerotiche, la sua vita monotona ed estremamente ordinaria inizia a sgretolarsi quando viene assunta dalla casa editrice Lund & Lagerstedt per rimodernarla sul piano digitale e social. Una sera, rimasta sola in ufficio, si abbandona alla masturbazione davanti al computer venendo sorpresa dall'affascinante giovane informatico Max Järvi. Superata la paura che questi voglia ricattarla, la donna inizia con lui un inaspettato ed audace flirt nel corso del quale entrambi si sfidano a fare cose che contraddicono le norme sociali stabilite. Tali giochi, così come i sentimenti dei due, si fanno via via più seri man mano che le sfide, e le conseguenze che ne derivano, diventano più grandi e incontrollabili.

## Personaggi e interpreti

### Principali
- Sofie Rydman (stagioni 1-in corso), interpretata da Ida Engvoll e doppiata da Francesca Fiorentini
- Max Järvi (stagioni 1-in corso), interpretato da Björn Mosten e doppiato da Luca Mannocci
- Ronny Johansson (stagioni 1-in corso), interpretato da Björn Kjellman e doppiato da Sergio Lucchetti
- Denise Konar (stagioni 1-in corso), interpretata da Gizem Erdogan e doppiata da Angela Brusa
- Friedrich Jägerstedt (stagioni 1-in corso), interpretato da Reine Brynolfsson e doppiato da Gianni Giuliano
- Johan Rydman (stagione 1, ricorrente stagione 2), interpretato da Johannes Kuhnke e doppiato da Francesco Bulckaen
- Caroline Dahl (stagioni 1-in corso), interpretata da Carla Sehn e doppiata da Ludovica Bebi

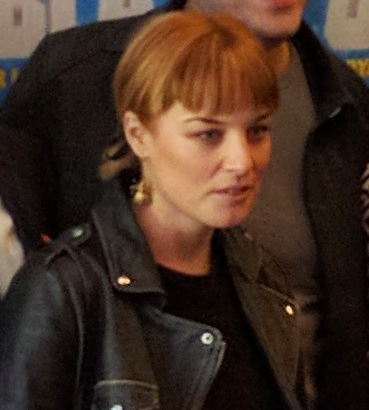
Ida Engvoll interpreta Sofie Rydman
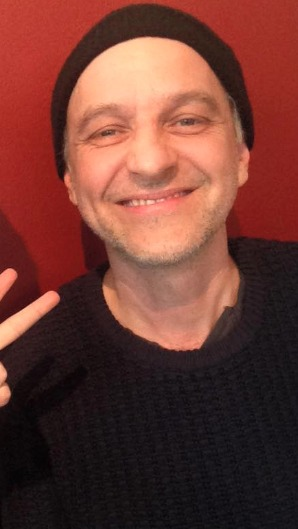
Björn Kjellman interpreta Ronny Johansson
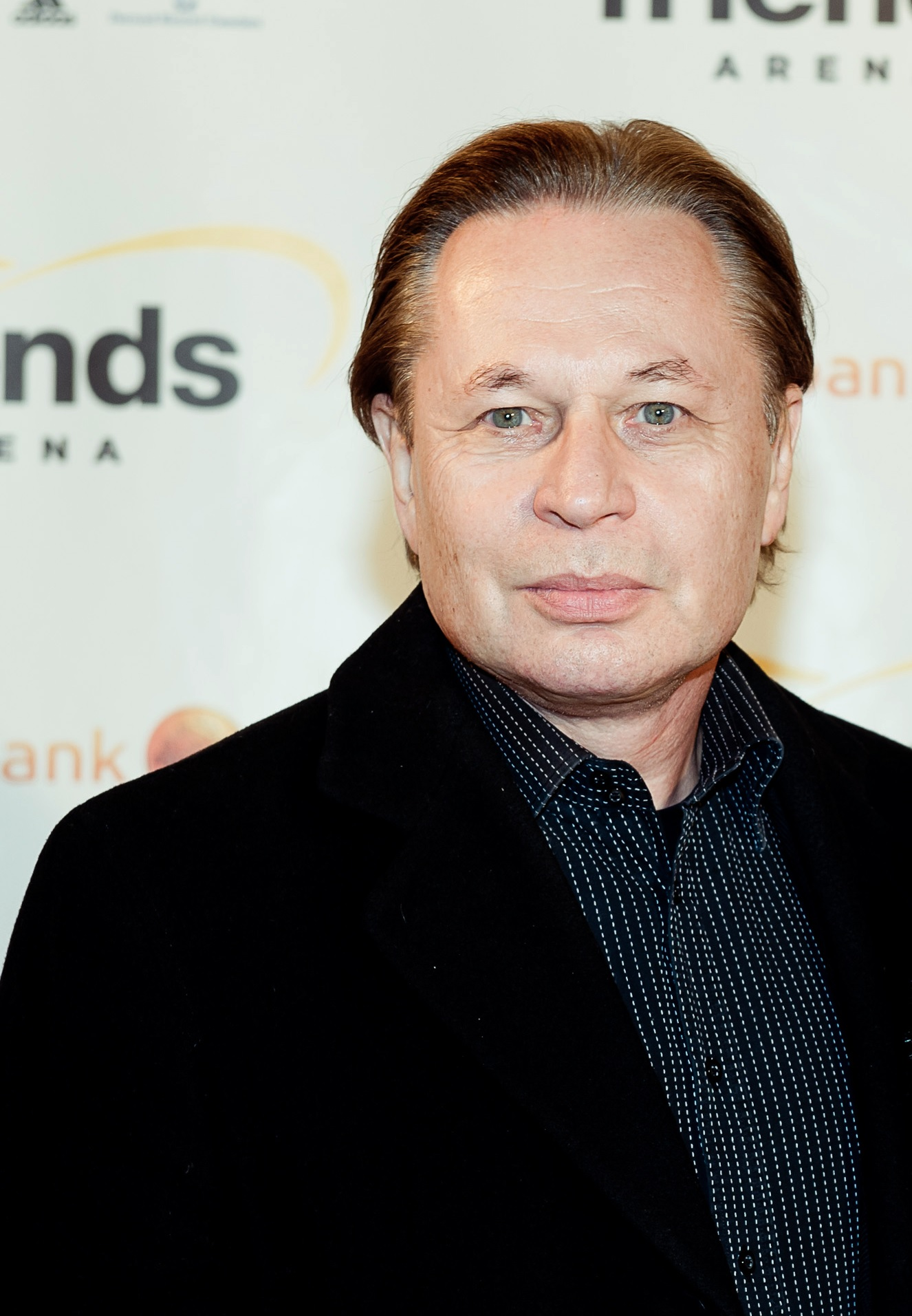
Reine Brynolfsson interpreta Friedrich Jägerstedt
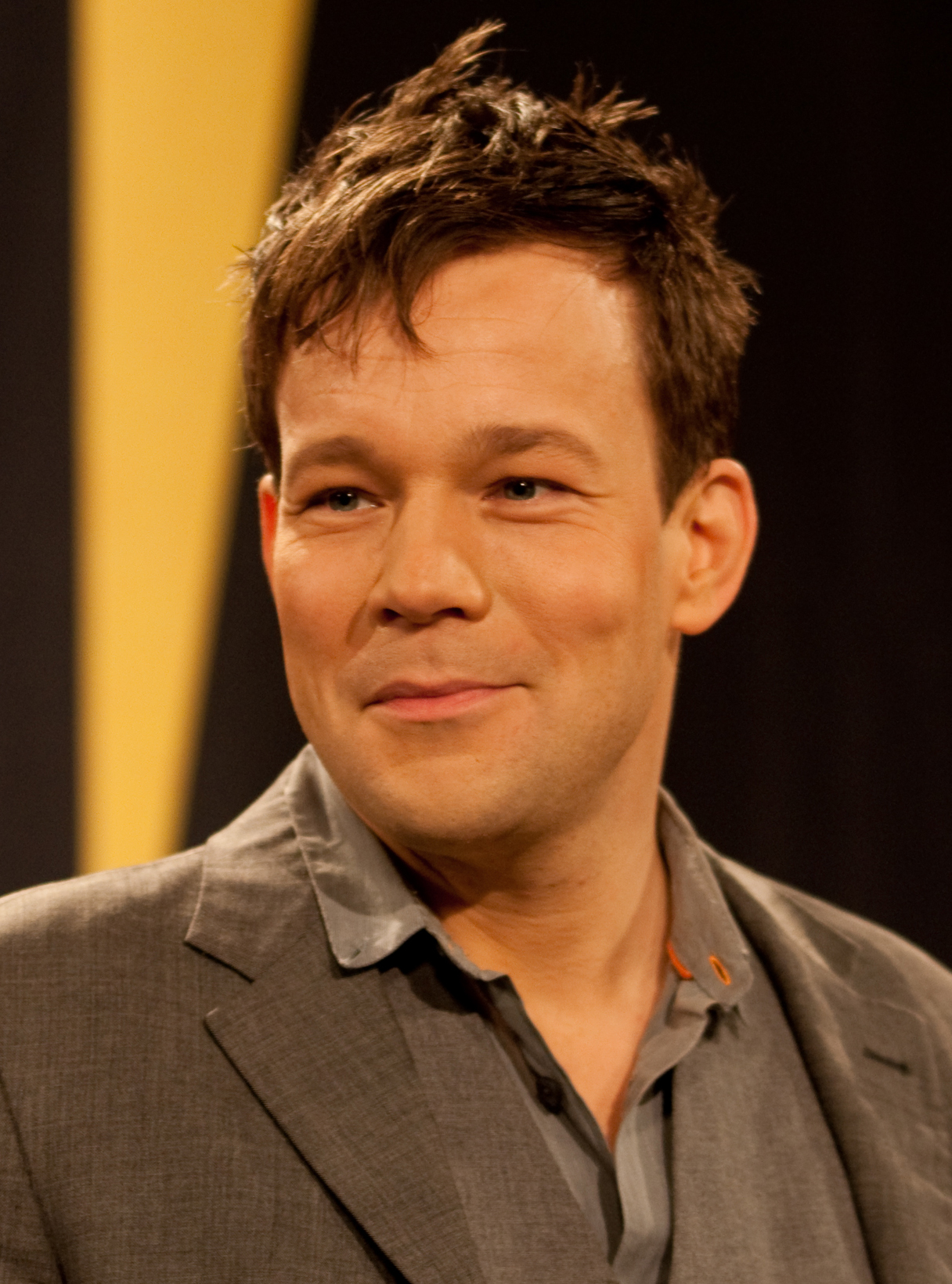
Johannes Kuhnke interpreta Johan Rydman
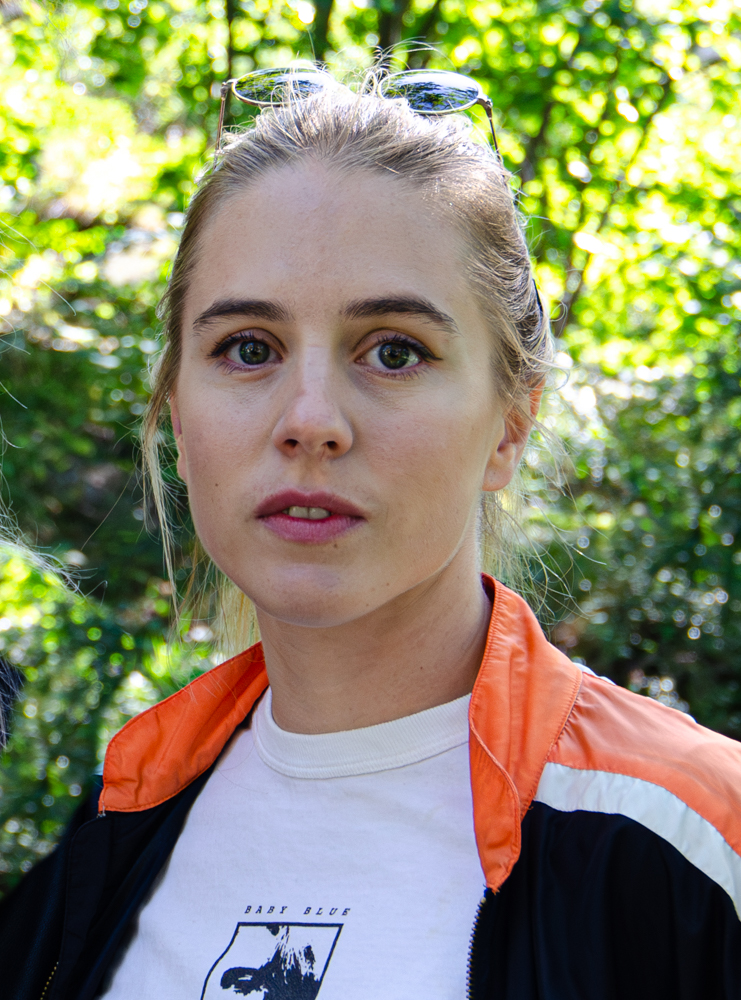
Carla Sehn interpreta Caroline Dahl

### Ricorrenti

#### Introdotti nella prima stagione
- Lars Fagerström (stagioni 1-2), interpretato da Lars Väringer e doppiato da Vincenzo Avolio
- Isabell Rydman (stagioni 1-in corso), interpretata da Elsa Agemalm Reiland e doppiata da Lucrezia Roma
- Alex Ulyanov (stagione 1), interpretato da Ejke Blomberg e doppiato da Alessandro Campaiola
- Frank Rydman (stagioni 1-in corso), interpretato da Benjamin Shaps e doppiato da Edoardo Vivio
- Tom Rosén (stagioni 1-in corso), interpretato da Ruben Lopez e doppiato da Francesco Meoni
- Tove-Lee Ljungström (stagione 1), interpretata da Disa Östrand e doppiata da Irene Di Valmo
- Michelle Krauss (stagione 1), interpretata da Lisette Pagler e doppiata da Chiara Gioncardi
- Nellie Johansson (stagioni 1-in corso), interpretata da Mira Eklund e doppiata da Germana Savo
- Claes Fritjofsson (stagione 1), interpretato da Bengt C.W. Carlsson e doppiato da Stefano Oppedisano
- Nille (stagioni 1-in corso), interpretato da Ludde Hagberg e doppiato da Fabio Gervasi
- Elin (stagioni 1-in corso), interpretata da Yasmine Garbi e doppiata da Cinzia De Carolis

#### Introdotti nella seconda stagione
- Vivianne Ivarsen (stagione 2-in corso), interpretato da Marina Bouras e doppiata da Antonella Giannini
- Filip (stagione 2), interpretato da David Dencik e doppiato da Alessandro Parise
- Linus (stagione 2), interpretato da David Lenneman e doppiato da Manuel Meli

## Episodi
| Stagione         | Episodi | Pubblicazione Svezia | Pubblicazione Italia |
| ---------------- | ------- | -------------------- | -------------------- |
| Prima stagione   | 8       | 2020                 | 2020                 |
| Seconda stagione | 8       | 2022                 | 2022                 |

## Produzione

### Sviluppo
La serie è stata annunciata ufficialmente da Netflix il 29 agosto 2019.

### Casting
Il cast, interamente svedese, è stato annunciato pochi mesi dopo il primo comunicato ufficiale, per Björn Mosten, coprotagonista della serie, si tratta del progetto di debutto. Nel corso degli episodi inoltre numerose celebrità del cinema e dell'editoria svedese, tra cui Lena Endre, Eva e Jessika Gedin, Cyril Hellman, David Lagercrantz, Stefan Lindberg, Karolina Ramqvist, Jens Lapidus e Donia Saleh compaiono nel ruolo di sé stessi.

### Riprese
La serie è stata girata quasi interamente a Stoccolma nell'autunno del 2019.

## Accoglienza
La serie è stata accolta positivamente da pubblico e critica, piazzandosi nella Top10 dei titoli più visti di Netflix due giorni dopo il suo debutto in streaming, guadagnando uno degli indici d'apprezzamento più alti del mese di novembre 2020, oltre a collocarsi tra gli show più attesi assieme alla quarta stagione di The Crown e alla serie natalizia Dash & Lily.